# Вашпариани
Вашпариани (груз. ვაშპარიანი) — село в Грузии, на территории Зестафонского муниципалитета края (мхаре) Имеретия.

## География
Село находится в западной части Грузии, на левом берегу реки Чхеримелы, на расстоянии приблизительно 7 километров (по прямой) к востоко-юго-востоку от города Зестафони, административного центра муниципалитета. Абсолютная высота — 322 метра над уровнем моря.

## Население
По результатам официальной переписи населения 2014 года, в Вашпариани проживало 65 человек (38 мужчин и 27 женщин). В национальной структуре населения грузины составляли 100 %.
| Год  | Население, человек |
| ---- | ------------------ |
| 2002 | 66                 |
| 2014 | ↘ 65               |